# (600181) 2011 OC61
(600181) 2011 OC61 est un objet transneptunien d'environ 230 km de diamètre.